# 博労町 (大阪市)
博労町（ばくろうまち）は、大阪府大阪市中央区の町名。現行行政地名は博労町一丁目から博労町四丁目。

## 地理
北は南久宝寺町、南は南船場、東は東横堀川を挟んで松屋町住吉、西は西横堀川跡の阪神高速1号環状線北行きを挟んで西区新町とそれぞれ接する。

### 河川
- 東横堀川

## 歴史
1872年（明治5年）まで、一丁目筋以東は金沢町、一丁目筋 - 難波橋筋間は金田町、難波橋筋 - 三休橋筋間は茨木町、三休橋筋 - 佐野屋橋筋のやや東側間が博労町、佐野屋橋筋沿いと渡辺筋沿いは上難波町、西横堀川沿いは西笹町という町名だった。
なお、金沢町・金田町・茨木町・博労町は江戸時代中期以降の町名で、それ以前は順に博労町1丁目・博労町2丁目・博労町中之町・馬責場町（ませきばちょう）という町名だった。

### 地名の由来
江戸時代に牛馬の売買を生業としていた博労が由来となっている。

## 世帯数と人口
2019年（平成31年）3月31日現在の世帯数と人口は以下の通りである。
| 丁目         | 世帯数  | 人口    |
| ------------ | ------- | ------- |
| 博労町一丁目 | 459世帯 | 598人   |
| 博労町二丁目 | 206世帯 | 249人   |
| 博労町三丁目 | 125世帯 | 151人   |
| 博労町四丁目 | 69世帯  | 84人    |
| 計           | 859世帯 | 1,082人 |

### 人口の変遷
国勢調査による人口の推移。
| 1995年（平成7年）  | 253人   | [ 5 ] |  |
| 2000年（平成12年） | 265人   | [ 6 ] |  |
| 2005年（平成17年） | 646人   | [ 7 ] |  |
| 2010年（平成22年） | 723人   | [ 8 ] |  |
| 2015年（平成27年） | 1,011人 | [ 9 ] |  |

### 世帯数の変遷
国勢調査による世帯数の推移。
| 1995年（平成7年）  | 104世帯 | [ 5 ] |  |
| 2000年（平成12年） | 160世帯 | [ 6 ] |  |
| 2005年（平成17年） | 514世帯 | [ 7 ] |  |
| 2010年（平成22年） | 578世帯 | [ 8 ] |  |
| 2015年（平成27年） | 804世帯 | [ 9 ] |  |

## 事業所
2016年（平成28年）現在の経済センサス調査による事業所数と従業員数は以下の通りである。
| 丁目         | 事業所数  | 従業員数 |
| ------------ | --------- | -------- |
| 博労町一丁目 | 153事業所 | 1,871人  |
| 博労町二丁目 | 125事業所 | 7,726人  |
| 博労町三丁目 | 177事業所 | 4,117人  |
| 博労町四丁目 | 153事業所 | 2,267人  |
| 計           | 608事業所 | 15,981人 |

## 施設
- 難波神社
- 御堂筋グランタワー（旧エプソン大阪ビル）
  - 在大阪英国総領事館
  - イオシス本社
- 在大阪モンゴル国総領事館
- ミキヤヘアメイクカレッジ
- エース本店
- モリシタ
- グリーンフーズ
- イートレックジャパン

### かつて存在した施設
- NTT西日本-関西
- キヤノンソフト情報システム
- 吉田地図
- マイクロニクス
- テレマート

## 交通

### 鉄道
- 最寄り駅はOsaka Metroの本町駅および堺筋本町駅。

### 道路
高速
- 阪神高速1号環状線

国道
- 国道25号（御堂筋）

主要地方道
- 大阪府道102号恵美須南森町線（堺筋）

## その他

### 日本郵便
- 〒541-0059[3]（集配局：大阪東郵便局[11]）